# Yamaha SDR 200
A Yamaha SDR200 egy 200 cc-is 2 ütemű motorkerékpár.1986 - 1987 között gyártották, elsősorban hazai piacra(Japán), de néhány darabot importáltak is.
Megkülönbözteti a többi hasonló kategóriás motortól meglepően kicsi mérete. Nagyon hasonlít rá az 1993-ban bemutatott Ducati Monster.

## Külső hivatkozások
- Yamaha Motor Co. ltd - YMC- Japan (Global)
- SDR200 Information